# 圣洛朗德拉巴里耶尔
圣洛朗-德拉巴里耶尔（法語：Saint-Laurent-de-la-Barrière，法語發音：[sɛ̃ loʁɑ̃ də la baʁjɛʁ]）是法国滨海夏朗德省的一个旧市镇，位于该省北部，属于圣让当热利区。2018年，圣洛朗-德拉巴里耶尔与临近的2个市镇合并为新市镇拉德维斯。

## 地理
圣洛朗-德拉巴里耶尔（46°2'6"N, 0°42'6"W）面积8.28 平方千米，位于法国新阿基坦大区滨海夏朗德省，该省份为法国西部滨海省份，北起旺代省，西临大西洋，南至吉倫特省，东南接多爾多涅省，东北接德塞夫勒省接壤，东临夏朗德省。
与圣洛朗-德拉巴里耶尔接壤的市镇（或旧市镇、城区）包括：阿讷宰、谢尔韦特、热努耶、皮罗朗、旺德雷。
圣洛朗-德拉巴里耶尔的时区为UTC+01:00、UTC+02:00（夏令时）。

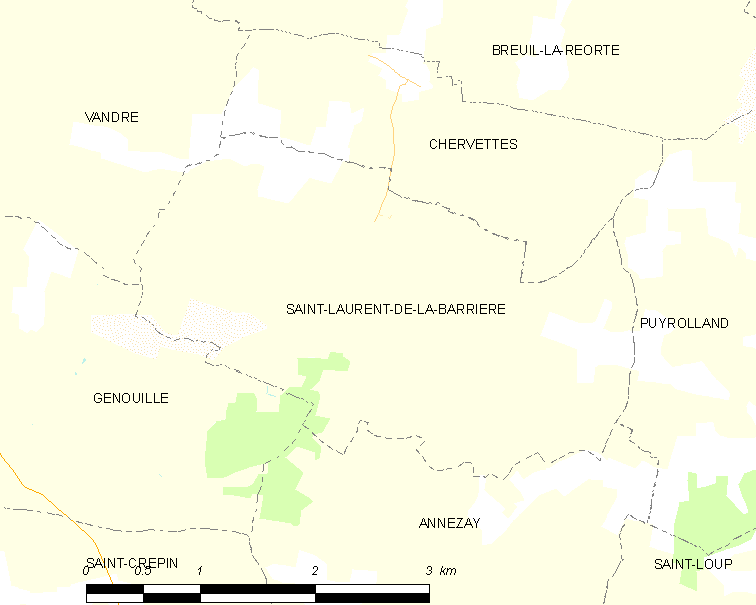
圣洛朗-德拉巴里耶尔的OSM定位图

## 行政
圣洛朗-德拉巴里耶尔的邮政编码为17380，INSEE市镇编码为17352。

## 政治
圣洛朗-德拉巴里耶尔所属的省级选区为圣让当热利县。

## 人口

1962-2008年间圣洛朗-德拉巴里耶尔人口变化图示

圣洛朗-德拉巴里耶尔于2018年1月1日时的人口数量为109人。